# Vila Rudolfa Hudlického
Vila Rudolfa Hudlického je secesní vilka v Rokycanech postavená roku 1911 pro místního továrníka Rudolfa Hudlického podle projektu architekta Bohuslava Ryšavého. Dům stojí na Jiráskově ulici čp. 286, okružní třídě zbudované na místě původního městského opevnění.

## Investor
Stavebníky vily byli manželé Rudolf a Milada Hudličtí. Rudolf Hudlický pocházel z Kamenného Újezda u Plzně. Hudlický byl zakladatelem železáren v Hrádku u Rokycan a také kovohutí v Rokycanech. Svoji původní rezidenci, která stála na pozemku sousedícím s touto vilou, nechal adaptovat na hotel Merkur, a na vedlejším pozemku si nechal postavit menší sídlo.

## Architektura
Jedná se o jednopatrovou vilu s podkrovím, s přibližně čtvercovým půdorysem. Vila je secesní, nápadným prvkem průčelní fasády je především půlkruhové okno v levé části. Fabionová římsa nad oknem nese dřevěnou verandu v prvním patře. V pravé části průčelí najdeme další zdobné prvky, zaujmou zejména reliéfní věnce s pentlí a mozaikou. Ostatní, neprůčelní fasády domu jsou podstatně jednodušší. Vstup do domu je realizován prostřednictvím dřevěné prosklené verandy, která je patrná na západní fasádě.

## Současnost
Po roce 1948 nebyla vila udržována. K celkové rekonstrukci došlo až v letech 2003–2005 a navrhl ji architektonický ateliér Soukup Opl Švehla. Některé stavební prvky (např. okna, dveře, zábradlí, dlažba) se podařilo zachovat původní.